# Kurnîkî, Tîvriv
Kurnîkî (în ucraineană Курники) este un sat în comuna Vasîlivka din raionul Tîvriv, regiunea Vinnița, Ucraina.

## Demografie
Componența lingvistică a localității Kurnîkî
     Ucraineană (93,46%)
     Rusă (6,54%)
Conform recensământului din 2001, majoritatea populației localității Kurnîkî era vorbitoare de ucraineană (93,46%), existând în minoritate și vorbitori de rusă (6,54%).